# Прага (булевард в София)
„Прага“ е основен, централен булевард в София, предишното му име е бул. „Мадара", първоначално част от бул. „Патриарх Евтимий“, днес носи името на чешката столица Прага.
Простира се между бул. „Пенчо Славейков“ на запад, след който се нарича ул. „Свети Георги Софийски“, и пл. Петте кьошета.
Може да се каже, че това е най-малкият булевард в София.

## Обекти
Обекти на бул. „Прага“ или в неговия район (от запад на изток):
- МБАЛ Александровска, Клиничен център по хемодиализа
- Плувен басейн Мадара на НСА „Васил Левски“
- Градина Мадара (бивш пл. Оборище)
- Диагостичен научноизследователски ветеринарен институт
- 87 ЦДГ „Буката“